# Jean Louis des Bravards d'Eyssat Duprat
Jean Louis des Bravards d'Eyssat, comte du Prat, est un aristocrate et militaire français. Il est le fils aîné de Jean-Baptiste des Bravards d'Eyssat, comte du Prat, seigneur de Salles et de Montrond, et de Marie Anne Horace de Saulx-Tavannes. Il fut un proche de Jean-Jacques Rousseau. Condamné à mort pendant la Révolution française, il meurt guillotiné le 28 avril 1794.

## Biographie
Jean Louis des Bravards d'Eyssat Duprat naît le 9 juillet 1744 à Bongheat, actuellement dans le Puy-de-Dôme.
En février 1759, il est cornette au régiment de Bourbon-Busset-cavalerie.
En 1762, il est aide de camp du prince de Condé.
Le 25 février 1765, il devient maréchal des logis au sein du régiment des grenadiers à cheval de la maison du roi.
Le 15 décembre 1775, il est réformé avec son régiment à la suite d'une ordonnance réorganisant les compagnies de mousquetaires et de grenadiers à cheval.  
Le 28 avril 1778, il est nommé lieutenant-colonel au sein du régiment d'Orléans ; cette même année il est créé chevalier de l'ordre de Saint-Louis.
Sa carrière militaire prend fin le 1er mars 1784 ; il obtient alors une pension de 1 800 livres,.

## Amitié avec Jean-Jacques Rousseau
Jean Louis des Bravards d'Eyssat Duprat fut ami avec Jean Jacques Rousseau, il lui rendit régulièrement visite lors de ses passages à Paris.

A propos du comte du Prat, l’éditeur des « Consolations des misères de ma vie , ou recueil d'airs romances et duos par J. J. Rousseau » donne l’anecdote suivante:

« M. Rousseau ne prononçoît jamais le nom d‘amitié, mais il en avoit les sentimens dans le cœur. M. le Comte Duprat un des hommes le mieux fait pour les inspirer, ne manquoit guère, lorsqu’il étoit à Paris, d’aller tous les matins visiter notre Philosophe. Une semaine entière s’étant passée sans qu’il y allât, M. Rousseau prit l’alarme , & ayant demandé de ses nouvelles avec beaucoup d’inquiétude, il apprit qu’il étoit malade. Contraint par la loi qu’il s’étoit imposée de ne plus aller chez personne, mais dirigeant depuis ses promenades vers le nouveau Boulevard, il passoit tous les jours le long des murs de l’Hôtel du Comte Duprat un soir, après s’être arrêté quelque temps vis-à-vis une première porte, le voilà tout-à-coup qui s’élance &. pénètre jusqu‘à l‘appartement du Comte, qui jouit alors de la douce satisfaction de voir le penchant l‘emporter sur ses principes. »

Rousseau qui, après des années d'errances, revient s’installer à Paris en 1770, vit de travaux de copie de partition de musique. Victor Donatien de Musset-Pathay dans sa réponse à Stanislas de Girardin nous apprend qu'en 1777 Jean Jacques Rousseau tombe malade et doit renoncer à ses travaux. 
C'est dans ce contexte de précarité que Jean Louis des Bravards d'Eyssat Duprat propose au philosophe de venir se retirer sur ses terres. Le 31 décembre 1777 Jean-Jacques Rousseau accepte l'offre dans une lettre manuscrite adressée à Jean Louis Duprat. 
Le lieu n'est pas nommé, mais il est suffisamment éloigné de Paris pour qu'il ne souhaite pas entreprendre le voyage durant l'hiver. L'asile semble également à bonne distance des grandes villes dont Rousseau ne « supporte plus le séjour » . Éric Francalanza cite pour sa part un voyage en Auvergne près de Clermont.

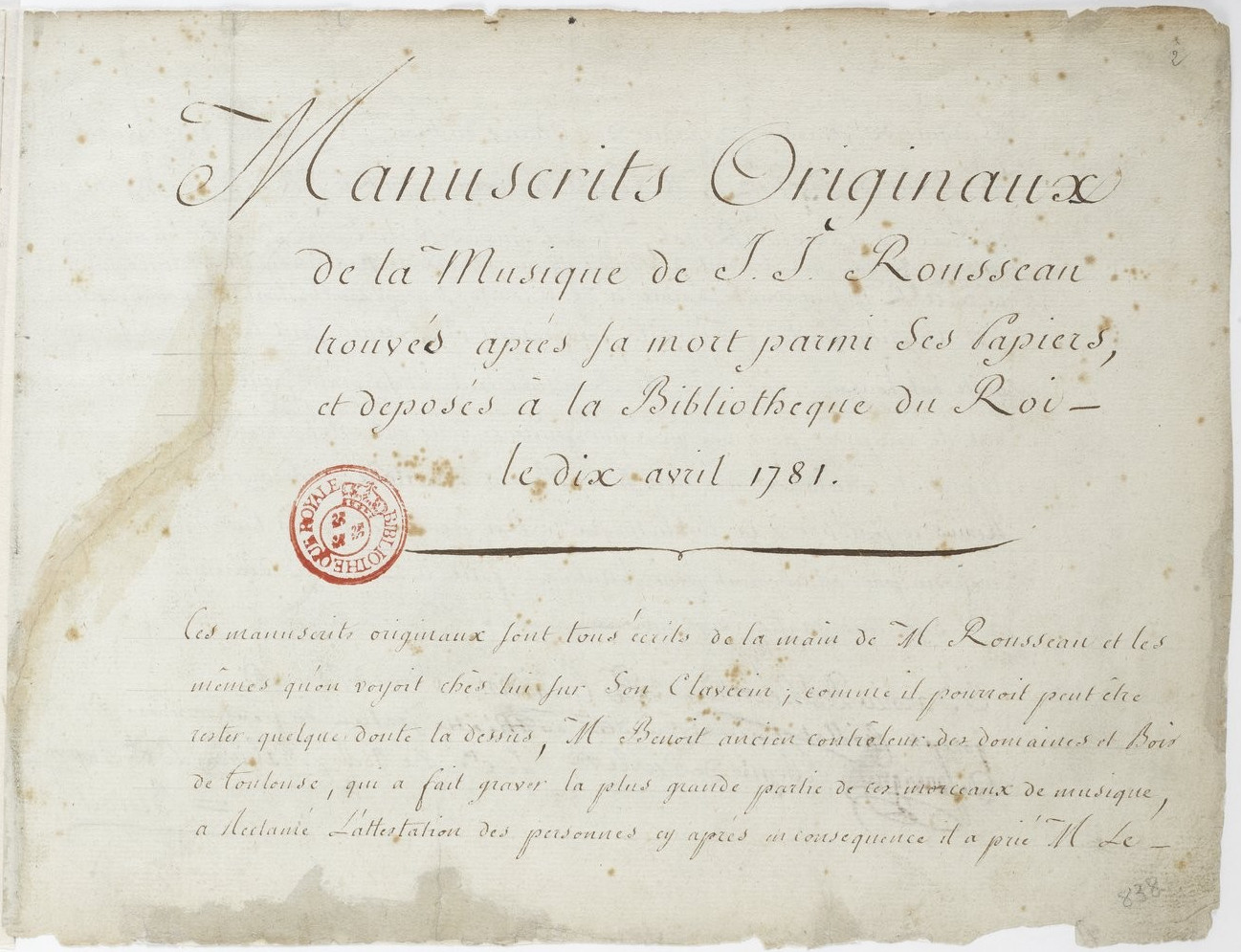
Manuscrits Originaux de la Musique de J. J. Rousseau, trouvés après sa mort parmi Ses Papiers, et déposés à la Bibliothèque du Roi - le dix avril 1781

Dans une seconde lettre rédigée à Paris le 3 février 1778, Rousseau confirme son « Désir d'aller finir ses jours dans l'asile aimable » proposé par le Comte Duprat. Rousseau évoque également les deux conditions réclamées par Jean Louis des Bravards d'Eyssat Duprat en échange de l'asile. La première est d'aller à la messe ; Rousseau n'a « nulle répugnance » à y assister même s'il ne « souhaite pas se l'imposer ». La seconde exigence est de changer de nom ; sur ce point Rousseau ne « s'y refuse pas », même si de son point de vue « c'est une précaution très inutile ». 
Dans une troisième lettre datée du 15 mars 1778, il informe le comte Duprat que l’état de santé de sa femme s’étant aggravé, il n'a « presque plus l'espoir » de pouvoir voyager jusqu’à l'asile proposé par le comte du Prat. Rousseau revient également sur les contreparties de Duprat qui sont la messe et l'incognito qu'il juge inutile et « qui ne sont qu'un jeu mal joué » selon son expérience. Il termine sa lettre en disant adieu et en exprimant sa reconnaissance au comte du Prat. En bas de la lettre, il existe la note manuscrite suivante du comte du Prat : « Les choses n'ont pu s'arranger pour qu'il fit le voyage projeté. Bien peu de temps après, il s'est décidé en faveur d'Ermenonville, où il est mort dans la même année' » Jean Jacques Rousseau décède quelques mois plus tard au château d'Ermenonville, le 2 juillet 1778.
Le 10 avril 1781, Jean Louis des Bravards d'Eyssat Duprat est témoin du dépôt des manuscrits originaux de la musique de Jean Jacques Rousseau à la bibliothèque du Roi.
Selon une tradition locale, Joseph Moulins Brunet d'Évry, marquis d'Évry et baron de Châtel-Montagne, fut un admirateur de Jean Jacques Rousseau. Il aurait hébergé le philosophe dans sa demeure située dans la commune de Saint-Clément, à quelques kilomètres du château du Mayet-de-Montagne, résidence de Jean Louis des Bravards d'Eyssat Duprat.

## Sous la Révolution française

### Les Bourbon Busset

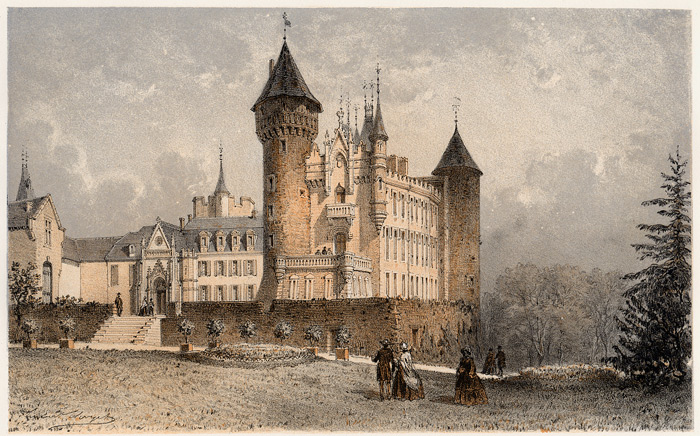
Lithographie du château de Busset au XIXe siècle

Au moment de la révolution trois générations de Bourbon Busset coexistent.  François Louis Antoine de Bourbon, comte de Busset le grand père, son fils Louis François Joseph de Bourbon Busset dit "L'émigré" et les deux petits enfants  François Louis Joseph de Bourbon Busset et son frère cadet  Antoine Louis Jules de Bourbon Busset.
Au cours de l'année 1791 Louis François Joseph de Bourbon Busset émigre à Turin afin de rejoindre sa femme qui est dame d'atours de Marie-Thérèse de Savoie. Les deux parents étant émigrés, c'est François Louis Antoine de Bourbon qui a la charge des petits enfants Bourbon Busset. Mais le comte est âgé et sa santé décline rapidement ; quelque temps avant sa mort, il rédige un testament. Dans celui-ci le vieux comte lègue tous ses biens directement à ses petits enfants et confie leur tutelle à Jean-Louis Des Bravards d'Eyssat qui était déjà fermier-régisseur au château de Busset.  Le comte François Louis Antoine de Bourbon meurt le 16 janvier 1793 au château de Busset; Jean-Louis Des Bravards d'Eyssat Duprat est alors cité comme témoin dans l'acte de décès.
Le 24 mai 1793 le directoire du district de Cusset répond favorablement à la pétition de la municipalité de Busset qui demande à avoir la surveillance sur Jean-Louis Duprat et sur les enfants Bourbon Busset:

« Vu à l’exposition de la municipalité de Busset tendente à prendre sous sa surveillance immédiate le citoyen Jean-Louis Duprat et les deux enfants Bourbon Busset, l’un âgé d’onze ans et le second de six [...] Le Directoire considérant que la réclamation de la municipalité est motivée non seulement sur l’utilité dont peut être le citoyen Duprat en ce qu’il est le gardien des effets mobiliers de la succession Bourbon Busset mais encore sur l ’âge des enfants Bourbon qui ne permet pas qu’on puisse les regarder comme suspects [..] Considérant de surplus que la principes de philosophie qui paraissent avoir dirigé la conduite du citoyen Duprat tout avant que depuis la Révolution, pour laquelle les sacrifices ont paru ne rien lui coûter jusqu'alors ne peuvent laisser aucun doute sur la pureté actuelle de au sentiment: envers la patrie[...] ll ne voit aucun inconvénient à laisser jusqu’à nouvel ordre à Busset le citoyen Duprat et les enfants Bourbon sous la surveillance expresse Immédiate de la municipalité[...] »

### Vente des biens de Busset et faux assignats
Le 2 septembre 1792, l'Assemblée nationale  législative prononce la vente des biens mobiliers et immobiliers des émigrés qui avaient déjà été mis sous séquestre par la lois du 8 avril 1792. Le 11 avril 1793 cinq fonctionnaires nommés par le directoire du district de Cusset se rendent au château de Busset pour débuter l’inventaire des biens de  François Louis Antoine de Bourbon. Jean-Louis Des Bravards d'Eyssat Duprat assiste ces fonctionnaires avec plus ou moins de bonne volonté.  Selon Jean-Charles Varennes « Jean-Louis Duprat, le fermier-régisseur, entouré d’un nombreux public attiré par la curiosité, mais aussi par le souci de manifester son évidente hostilité, accueillit sans la chaleur républicaine obligatoire les représentants du district. » mais cette affirmation est nuancée par Jean Corre « ll nous semble douteux que Jean-Louis Duprat ait manifesté aussi ouvertement des sentiments anti-républicains. L’homme est trop intelligent pour ignorer qu’une querelle idéologique n’arrangerait en rien ses affaires. Par contre, il se cantonne résolument dans son rôle de tuteur et défend avec la dernière énergie les deux jeunes enfants. » Les efforts de Jean Louis Duprat  permettent de soustraire de la vente les biens nécessaires aux enfants Bourbon Busset ; il obtient également une pension alimentaire annuelle de 900 livres.
Les biens des Bourbon Busset furent vendus aux enchères durant 17 séances s’étalant du 26 août au 20 septembre 1793.
Jean-Charles Varennes relate l'incident suivant qui se produisit lors de la troisième vente : 
« Pierre Sayet, huissier, s'aperçut que les acheteurs payaient avec des assignats neufs de deux ou trois cents livres des objets qui valaient dix fois moins. Cette abondance de billets frais sortis des presses l’étonna. Une rapide enquête le persuada que Jean-Louis Duprat avait installé dans le château même une planche à assignats et qu'il en imprimait selon ses nécessités. Il proposait un échange avantageux contre de l’or que lui apportaient les habitants de la région, heureux de tirer tant de profit de leur métal précieux. Or Jean-Louis Duprat ne gardait pas cet or pour lui, mais au fur et à mesure il déposait les pièces recueillies dans les caisses de l'émigration. »
Selon Jean Corre, ces accusations sont contredites par les éléments qui se sont déroulés par la suite. Pierre Sayet suspendit la vente et informa le directoire du District de Cusset qu'il ne voulait pas se porter garant de faux assignats. À la suite de ces révélations, plutôt que de diligenter une enquête le district se borna en envoyer les gendarmes du Mayet-de-Montagne et de Cusset pour maintenir l'ordre.
En juillet 1792, une autre rumeur à propos de travaux de fortifications entrepris par le comte de Busset dans son château s’était déjà révélée infondée à la suite d'une inspection conduite par des commissaires du District..

### Dénonciation et captivité
D’après Jean Corre, tout commença durant la vente des biens des Bourbon Busset. Un certain Maillot, tailleur à Ris, vint se plaindre à Jean Louis Duprat qu'il avait vendu sa propriété aux Bourbon Busset à un prix beaucoup trop bas et qu'il souhaitait la recouvrer. Ce bien avait été acheté par Louis François Joseph de Bourbon Busset en 1790 juste avant d'émigrer ; il ne relevait pas de la compétence de Duprat. Il lui répondit alors que le bien allait être mis en vente et qu'il pourrait s'en porter acquéreur. Maillot répliqua « qu'il avait envie de s'adresser à la convention et de lui réclamer justice, car sa bonne foi de citoyen avait été surprise. » Duprat rétorqua  « Vous ferriez une demande inutile, les représentants de la convention sont un tas de pas grands chose et ils ne s'occuperont pas de votre affaire. » Maillot ne se porta pas acquéreur de son ancien domaine, mais fit le voyage à Cusset pour dénoncer Duprat au Comité de surveillance « comme lui ayant tenu des propos très contre-révolutionnaire ».

À la suite de cette dénonciation Jean Louis Duprat fut arrêté et son domicile fouillé, Jean Cornillon nous en livre le récit suivant: « Mais malheureusement pour Duprat, il existait des charges accablantes, consistant en une foule d’objets délictueux qu’Arloing et Hervier saisirent à son domicile quand ils vinrent l’arrêter par ordre du Comité révolutionnaire de Cusset. C’étaient 92 boutons d’habit aux armes de Bourbon Busset, un cachet avec une empreinte couronnée armée de deux lions, enfin une quittance de 100,000 livres, signée Duprat-Brabançon et portant pour toute date 1788. Cette dernière trouvaille consommait sa perte…  »

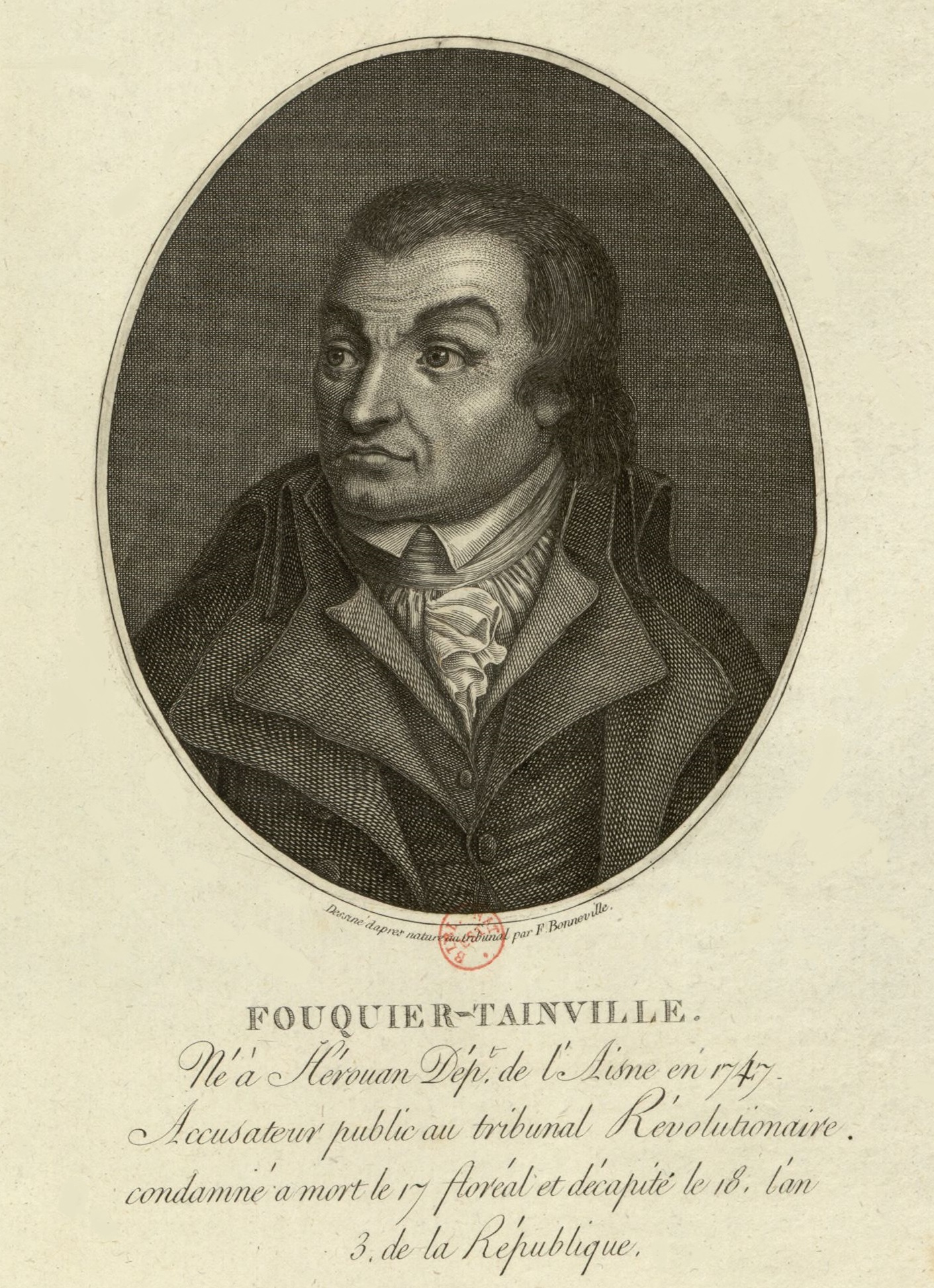
Antoine Fouquier-Tinville, estampe de François Bonneville, Paris, BnF, département des estampes, 1796.

Augustin-Jean Louis Antoine du Prat comte puis marquis de Barbançon, était l’héritier d'une branche cousine des Bravards d'Eyssat Duprat. Dans un acte d'obligation du 29 octobre 1788 Jean Louis Duprat a pour lieu de résidence « l'Hôtel de Barbançon, rue de Babylone, faubourg Saint Germain, paroisse Saint Sulpice à Paris »
Après son arrestation il fut incarcéré pendant seize jours à la maison d’arrêt du district de Cusset du 22 ventôse au 7 germinal de l'an II (12 au 27 mars 1794)
Pierre-Antoine Meilheurat, ancien administrateur du district de Cusset, arrêté pour avoir discuté les décisions de François Givois procureur-syndic du département de l'Allier, décrit dans ses mémoires son transfert de la prison de Cusset à celle de Moulins en compagnie de Duprat :« le septième jour de ma détention, jour de foire de Cusset, le jeudi d’après Notre Dame de Mars, c’était l’heure d’entre onze heures et midi que l ’on choisit pour me déposer sur une des charrettes qui devait nous conduire... à la maison de réclusion de Moulins ! Le Comité se donna la sublime jouissance de placer de distances à autre cinq de ses membres pour nous faire huer par le peuple et la femme de Givois vint exprès dans la cour voir notre embarquement, afin de rendre compte, sans doute, à son mari, des détails de notre départ. On nous fait donc ainsi traverser toute la foire, les citoyens Duprat, Depons de Prégoulin, père et fils, Du Saunier, Bouillé, Jean Emery et moi… »

### Accusation et exécution
Le 8 floréal an II (28 avril 1794) Jean Louis des Bravards d'Eyssat Duprat fut accusé à Paris par Antoine Fouquier-Tinville en compagnie de 35 autres prévenus. L'acte d'accusation fut le suivant:

« Duprat etoit icy l'agent de plusieurs émigrés et surtout de Bourbon Busset il vendoit sa propriété en vertu de sa procuration; il avoit le projet d'antidater le payement pour cet émigré et notamment pour Duprat de Barbançon à la datte de 1788, ainsy que le prouve un projet de quittance d'une somme de cent mille Livres souscrite par ce dernier. Sa conduite ses démarches, ses propos contre révolutionnaire, L'annonce qu'il faisoit publiquement du succès d'une contre révolution prochaine et du retour des émigrés sur le territoire françois prouvent assé quelle etoit et la nature et l’étendu de ses relations avec les ennemis de la république. »

Les 35 accusés furent guillotinés le jour même et leurs corps furent enterrés au cimetière de la Madeleine dans le 8e arrondissement de Paris.

## Fiefs et domaines
- Cheval-Rigon et le château de Montgilbert[37] (Commune de Ferrières-sur-Sichon)
- Le 19 mai 1770 Jean Louis Duprat acheta le château de Chappes à Paul de Manissy pour un montant total de 55000 livres[38]
- Entre 1776 et 1778 Jean Louis Duprat acquis la terre de la Guillermie[39],[40]
- Le 16 avril 1778 Jean Louis Duprat acheta le domaine de Bonaventure (Commune de la Guillermie)[41]
- Le Mayet-de-Montagne et le domaine de la Roche (Commune du Mayet-de-Montagne)[42]
- Dans un acte du 31 octobre 1783 Jean Louis Duprat est désigné comme seigneur de Saint-Priest-sur-la-Prugne[43]

### Ouvrage de fiction
- Michèle Sternberg, Le Comte Duprat : De l'Allier à Paris sous la Révolution, Imprimerie BRUN 03200 Vichy, 2019 (ISBN 978-2-9569855-0-1)